# Rhyacophila kumanskii
Rhyacophila kumanskii är en nattsländeart som beskrevs av Spuris 1988. Rhyacophila kumanskii ingår i släktet Rhyacophila och familjen rovnattsländor. Inga underarter finns listade i Catalogue of Life.